# 대전 비파산성
대전 비파산성(大田 琵琶山城)은 대전광역시 동구 이사동에 있는 삼국시대의 산성이다. 1991년 7월 10일 대전광역시의 기념물 제25호로 지정되었다.

## 개요
비파산성은 대전광역시 동구 이사동에 있는 산성으로 소호동산성으로 불리기도 한다. 예전에 소호동과 대별동을 넘나드는 고개를 ‘비파치’라 불렀는데, 고개 이름을 따서 비파산성이라 불렀다.
자연석을 이용하여 산꼭대기를 빙둘러 쌓은 산성으로 현재는 거의 대부분이 붕괴되어 원형을 찾아볼 수 없다. 성을 쌓은 방법도 알 수 없으며, 다만 문의 넓이가 2.2m가 되는 남문터만 확인할 수 있다. 성 안의 평평한 곳에서는 백제의 것으로 보이는 평행선무늬를 새긴 토기 조각과 줄무늬, 격자무늬가 있는 기와 조각들이 발견되었다.
비파산성은 보문산성과 직접 연결되고 있으며, 대전의 동쪽에 있는 능성, 삼정동산성과도 마주하고 있다. 이 산성은 대전에서 마전, 금산 방면으로 통하는 길을 막기 위해서 쌓은 것으로 보인다.

## 참고 자료
- 비파산성 - 국가유산청 국가유산포털